# 100604 Lundy
100604 Lundy este un asteroid din centura principală de asteroizi.

## Descriere
100604 Lundy este un asteroid din centura principală de asteroizi. A fost descoperit pe 11 septembrie 1997 la Uccle de Thierry Pauwels. Asteroidul prezintă o orbită caracterizată de o semiaxă mare de 2,58 ua, o excentricitate de 0,12 și o înclinație de 4,4° în raport cu ecliptica.